# Boissy-le-Bois
Boissy-le-Bois is een plaats en voormalige gemeente in het Franse departement Oise (regio Hauts-de-France) en telt 185 inwoners (2005).De plaats maakt deel uit van het arrondissement Beauvais.

## Geschiedenis
Boissy-le-Bois is op 1 januari 2019 gefuseerd met de gemeenten Énencourt-le-Sec en Hardivillers-en-Vexin tot de gemeente La Corne-en-Vexin. 

## Geografie
De oppervlakte van Boissy-le-Bois bedraagt 6,0 km², de bevolkingsdichtheid is 30,8 inwoners per km².
De onderstaande kaart toont de ligging van Boissy-le-Bois met de belangrijkste infrastructuur en aangrenzende gemeenten.

## Demografie
Onderstaande figuur toont het verloop van het inwonertal.